# Víctor Pérez Alonso
Víctor Pérez Alonso (nascut el 12 de gener de 1988) és un futbolista professional espanyol que juga com a migcampista defensiu a l'Atlètic d'Escaldes.

## Carrera esportiva
Nascut a Albacete, Pérez va començar a jugar a futbol a la Comunitat de Madrid, amb els equips filials Getafe CF B i AD Alcorcón B. La temporada 2008–09, va jugar a la segona B amb el primer equip de l'AD Alcorcón.
L'estiu de 2009, Pérez va fitxar per la SD Huesca de la segona divisió. Va jugar el seu primer partit com a professional el 2 de setembre, en un empat 0–0 a fora contra el Llevant UE a la Copa del Rei, i va marcar el seu primer gol en lliga el 5 de desembre d'aquell any, en una victòria per 2–1 a casa contra el Rayo Vallecano.
Pérez va fitxar pel Reial Valladolid el juliol de 2011, per tres anys. Va participar en 44 partits entre totes les competicions en la seva primera temporada, va marcar set gols, i el Valladolid va retornar a La Liga després de dos anys.
Pérez va debutar a primera divisió el 20 d'agost de 2012, jugant els 90 minuts en una victòria per 1–0 contra el Reial Saragossa. Va marcar quatre gols, tots ells de penal, durant la temporada, i va ajudar el seu equip a quedar en 14a posició i mantenir la categoria.
L'estiu de 2014, després del descens del Valladolid, Pérez va renovar el contracte amb el club per tres anys i fou cedit al Llevant, de primera divisió, fins al juny de 2016.
El 31 de gener de l'any següent la cessió fou cancel·lada.
El 27 de març de 2015, Pérez va marxar al Chicago Fire Soccer Club cedit fins al juny. Només va jugar dos minuts a la Major League Soccer, contra el Toronto FC, i va ser descartat per l'equip.
Pérez va anar llavors al Córdoba CF de la segona divisió espanyola el juliol de 2015, cedit per un any. El 19 d'agost de 2016, va retornar al seu antic equip, l'Alcorcón, amb contracte per un any.
El 9 de setembre de 2017, Pérez va fitxar pel Wisła Kraków de l'Ekstraklasa polonesa. El 2 de març de l'any següent, va marxar a la Superlliga índia amb el Bengaluru FC amb un contracte de curta durada.
El gener de 2019 va fitxar pel FK Žalgiris. Gener 2020 a. va quedar clar que el jugador no jugaria a Žalgiris Vilnius.